# سوبريور (ويكسكونسن)
سوبريور (بالإنجليزية: Superior (village), Wisconsin)‏ هي قرية تقع في الولايات المتحدة في مقاطعة دوغلاس (ويسكونسن). يقدر عدد سكانها بـ 664 نسمة ومساحتها 3.21 كم2 .

## التركيبة السكانية
قام مكتب تعداد الولايات المتحدة بتحديد بيانات التركيبة السكانية لسوبريور في تعداد الولايات المتحدة. في ما يلي، التركيبة السكانية حسب تعدادي 2000 و2010.

### تعداد عام 2000
بلغ عدد سكان سوبريور 500 نسمة بحسب تعداد عام 2000، وبلغ عدد الأسر 209 أسرة وعدد العائلات 158 عائلة مقيمة في القرية.
وتوزع التركيب العرقي للقرية بنسبة 96.80% من البيض و 1.00% من الأمريكيين الأصليين و 1.20% من الأمريكيين ذوي الأصول الآسيوية و 0.60% من الأمريكيين الأفارقة و 0.20% من عرقين مختلطين أو أكثر.
بلغ عدد الأسر 209 أسرة كانت نسبة 30.6% منها لديها أطفال تحت سن الثامنة عشر تعيش معهم، وبلغت نسبة الأزواج القاطنين مع بعضهم البعض 63.2% من أصل المجموع الكلي للأسر، ونسبة 10.0% من الأسر كان لديها معيلات من الإناث دون وجود شريك، وكانت نسبة 24.4% من غير العائلات. تألفت نسبة 20.6% من أصل جميع الأسر من أفراد ونسبة 11.0% كانوا يعيش معهم شخص وحيد يبلغ من العمر 65 عاماً فما فوق. وبلغ متوسط حجم الأسرة المعيشية 2.76، أما متوسط حجم العائلات فبلغ 2.39.
بلغ العمر الوسطي للسكان 43 عاماً. وكانت نسبة 21.0% من القاطنين تحت سن الثامنة عشر، وكانت نسبة 8.4% بين الثامنة عشر والأربعة وعشرون عاماً، ونسبة 25.4% كانت واقعةً في الفئة العمرية ما بين الخامسة والعشرون حتى والأربعة وأربعون عاماً، ونسبة 28.6% كانت ما بين الخامسة والأربعون حتى الرابعة والستون، ونسبة 16.6% كانت ضمن فئة الخامسة والستون عاماً فما فوق. يوجد لكل 100 أنثى 94.6 ذكر، ويوجد لكل 100 أنثى في الثامنة عشر من عمرها فما فوق 98.5 ذكر.
بلغ متوسط دخل الأسرة في القرية 60,092 دولار، أما متوسط دخل العائلة فبلغ 72,385 دولار. وكان متوسط دخل الذكور 59,722 دولار مقابل 15,625 دولار للإناث. وسجل دخل الفرد الخاص بالقرية 39,328 دولار. وكانت نسبة 0.7% من العائلات ونسبة 0.8% من السكان تحت خط الفقر،

### تعداد عام 2010
بلغ عدد سكان سوبريور 664 نسمة بحسب تعداد عام 2010، وبلغ عدد الأسر 299 أسرة وعدد العائلات 194 عائلة مقيمة في القرية. في حين سجلت الكثافة السكانية 539.8 نسمة لكل ميل مربع (208.4/كم2). وبلغ عدد الوحدات السكنية 309 وحدة بمتوسط كثافة قدره 251.2 لكل ميل مربع (97.0/كم2).
وتوزع التركيب العرقي للقرية بنسبة 97.0% من البيض و 1.1% من الأمريكيين الأصليين و 0.3% من الأمريكيين ذوي الأصول الآسيوية و 0.2% من الأمريكيين الأفارقة و 1.4% من عرقين مختلطين أو أكثر.
بلغ عدد الأسر 299 أسرة كانت نسبة 28.8% منها لديها أطفال تحت سن الثامنة عشر تعيش معهم، وبلغت نسبة الأزواج القاطنين مع بعضهم البعض 51.5% من أصل المجموع الكلي للأسر، ونسبة 9.0% من الأسر كان لديها معيلات من الإناث دون وجود شريك، بينما كانت نسبة 4.3% من الأسر لديها معيلون من الذكور دون وجود شريكة وكانت نسبة 35.1% من غير العائلات. وبلغ متوسط حجم الأسرة المعيشية 2.73، أما متوسط حجم العائلات فبلغ 2.22.
بلغ العمر الوسطي للسكان 47.1 عاماً. وكانت نسبة 20.5% من القاطنين تحت سن الثامنة عشر، وكانت نسبة 4.7% بين الثامنة عشر والأربعة وعشرون عاماً، ونسبة 21.2% كانت واقعةً في الفئة العمرية ما بين الخامسة والعشرون حتى والأربعة وأربعون عاماً، ونسبة 33.1% كانت ما بين الخامسة والأربعون حتى الرابعة والستون، ونسبة 20.5% كانت ضمن فئة الخامسة والستون عاماً فما فوق. وتوزع التركيب الجنسي للسكان بنسبة 48.2% ذكور و51.8% إناث.